# Молин, Юрий Николаевич
Ю́рий Никола́евич Мо́лин (род. 3 февраля 1934 года, с. Ромоданово Ромодановского района Мордовской автономной области) — российский физикохимик, доктор химических наук, академик РАН (1981, член-корреспондент с 1974).

## Биография
Окончил Московский физико-технический институт (1957). В 1957—1959 годах работал в Институте химической физики АН СССР. С 1959 года работает в Институте химической кинетики и горения Сибирского отделения РАН (в 1971—1993 директор). Одновременно с 1968 года преподаёт в НГУ; с 1974 года профессор, в 1973—1995 годах заведующий кафедрой химической физики. Член редколлегий журналов «Журнал структурной химии» (с 1966, в 1978—1988 главный редактор), «Mendeleev Communications» (с 1991), «Bulletin of the Korean Chemical Society» (с 1998).

## Научная работа
Основные научные работы посвящены химической физике, химической кинетике, радиоспектроскопии, изучению строения и реакционной способности активных промежуточных частиц. В 1975—1980 годах совместно с А. Л. Бучаченко, Р. З. Сагдеевым, Э. М. Галимовым и другими учёными установил влияние магнитных полей на протекание химических процессов, открыл магнитный изотопный эффект (1975). Совместно с Р. З. Сагдеевым впервые получил спектры ЯМР высокого разрешения стабильных свободных радикалов и выявил основные закономерности передачи спиновых взаимодействий в радикалах и комплексах переходных металлов.

## Награды и премии
- Орден Трудового Красного Знамени
- Орден Октябрьской Революции
- Орден «За заслуги перед Отечеством» IV степени (1999) — за большой вклад в развитие отечественной науки, подготовку высококвалифицированных кадров и в связи с 275-летием Российской академии наук[3]
- Ленинская премия (1986) — за цикл работ «Магнитно-спиновые эффекты в химических реакциях»
- Почётное звание «Заслуженный работник высшей школы Российской Федерации» (2004)[4]
- Золотая медаль РАН имени Н. Н. Семёнова (2006) — за выдающийся вклад в исследования элементарных химических реакций, развитие принципиально новых, основанных на проявлениях квантовой когерентности спинов, методов изучения кинетики и механизмов быстрых реакций[5]
- XLVIII Менделеевский чтец (1992) — «Магнитные эффекты и спиновая когерентность в радиальных реакциях»
- Демидовская премия (2021) — за выдающийся вклад в создание и развитие спиновой химии [6]

## Краткая библиография
- Замараев К. И., Молин Ю. Н., Салихов К. М. Спиновый обмен. Теория и физико-химические приложения. Новосибирск: Наука, 1977.
- Молин Ю. Н., Панфилов В. Н., Петров А. К. Инфракрасная фотохимия. М.: Наука, 1985.
- Molin Yu. N., Salikhov K. M., Zamaraev K. I. Spin Exchange. Springer Verlag, 1980.
- Salikhov K., Molin Yu., Sagdeev R., Buchachenko A. Spin Polarization and Magnetic Effects in Radical Reactions. Elsevier, Amsterdam, 1984.
- Библиография Ю. Н. Молина на сайте ГПНТБ СО РАН